# The Boys (película)
The Boys (en hangul, 소년들; en hanja, 少年들; romanización revisada, Sonyeondeul; literalmente, «Chicos») es una película surcoreana de 2022 dirigida por Chung Ji-young y protagonizada por Sol Kyung-gu, Yoo Jun-sang, Jin Kyung, Heo Sung-tae y Yeom Hye-ran. Se presentó en el Festival Internacional de Cine de Busan el 6 de octubre de 2022, y se estrenó en sala en su país el 1 de noviembre de 2023.

## Sinopsis
La película está basada en la historia real del «incidente del robo en el supermercado Nara de Samrye» ocurrido en Wanju-gun, provincia de Jeolla del Norte, en 1999, tras el que se capturó y encarceló a tres jóvenes, acusados sobre la base de falsas pruebas y declaraciones como los autores del atraco al supermercado y el asesinato de una anciana, y que resultarían absueltos en 2016. La trama narra la historia del líder de un equipo de investigación, Hwang Jun-cheol, un detective que recibe un soplo sobre el verdadero culpable. Entonces comienza a investigar nuevamente el caso de esos tres chicos con el fin de exonerarlos de esas falsas acusaciones. Sus esfuerzos resultan vanos debido a la interferencia del oficial encargado del caso, Choi Woo-seong, y Hwang acaba degradado y los chicos son encarcelados. Dieciséis años después, se presenta la única testigo del delito y se abre de nuevo la posibilidad de limpiar el nombre de aquellos.

## Reparto
- Sol Kyung-gu como Hwang Jun-cheol, jefe del equipo que está reinvestigando el caso.[3][4][5][6]
- Yoo Jun-sang como Choi Woo-seong, un oficial de policía de élite.[3][4][7]
- Jin Kyung como Yoon Mi-sook, única testigo del suceso.[3][8]
- Heo Sung-tae como el detective Park, un joven detective del equipo.[3]
- Yeom Hye-ran como Kim Kyeong-mi, la mujer de Hwang.[3][7]
- Kim Dong-young como Kwon Chang-ho, uno de los acusados.[3][9]
  - Kim Si-woon como Chang-ho de joven.
- Yoo Su-bin como Jeon Seung-woo, uno de los acusados.[3][10]
  - Jo Hyun-do como Seung-woo de joven.
- Kim Kyung-ho como Kim Kyung-ho, uno de los acusados.[3][10]
  - Kim Do-yeop como Kyung-ho de joven.
- Han Soo-yeon como Shin Eun-hee, abogada a cargo del nuevo juicio de los tres chicos.[11][10]
- Seo In-guk como Lee Jae-seok.[12]
- Bae Yoo-ram como Jo Hyun-soo.[13]
- Ha Do-kwon como el detective Kim Min-jae.[14]
- Lee Ho-chul como el detective Jang Moon-do.[14]
- Yoon Byung-hee como el detective Lee.[14]
- Heo Seong-tae como Park Jeong-gyu.[14][7]
- Chung Ye-jin como Hwang Hae-mi.
- Jung Won-joong como el jefe de policía de Wanju.[14]
- Park Chul-min como el jefe de investigación criminal de Wanju.[12][14]
- Yoon Jin-young como el fiscal Yoon.

### Apariciones especiales
- Cho Jin-woong como Oh Jae-hyeong.[12]
- Park Won-sang como el juez presidente.[12][14]
- Park So-yi como Lee Eun-sol.[14][15]

## Producción
The Boys está basada en un suceso real, un error judicial en 1999 que provocó el arresto y condena de tres jóvenes imputados por el robo y asesinato de una anciana cometidos en un supermercado de un pueblo surcoreano. Todas las pruebas y confesiones habían sido inventadas o fabricadas, y solo en 2016 los falsos culpables fueron liberados. Mientras tanto, uno de los verdaderos autores del crimen, sientiendo el peso de la culpa, había comenzado una campaña precisamente para salvarlos. Sin embargo, no se reproducen todos los hechos tal como sucedieron realmente: en concreto, el personaje del protagonista, el capitán Hwang Jun-cheol, es trasunto de un detective que sí existió pero no intervino en este caso sino en otros también famosos.
Chung Ji-young, director de The Boys, también lo fue de Unbowed (2012) y Black Money (2019), que con este filme forman una especie de «trilogía de historias reales», y en las que como en esta ocasión ataca la corrupción y la prepotencia de algunos poderes estatales y judiciales. En este sentido, Chung evitó incluir una escena con las disculpas que pidió la fiscalía cuando se demostró el error judicial: «me pregunto si hay alguna sinceridad en una disculpa hecha después de tantos años». En la elección del reparto, Chung afirmó que para el personaje protagonista pensó inmediatamente en Sol Kyung-gu como el único actor adecuado; el cual, por su parte, declaró que aceptó el papel simplemente por la «atracción irresistible» de trabajar con el director Chung.
El 9 de junio de 2020 se anunció el reparto de protagonistas, así como que el rodaje comenzaría a finales de ese mismo mes.El 5 de septiembre de 2023 la distribuidora CJ ENM lanzó un vídeo especial y un primer cartel de la película; el 20 de septiembre anunció la fecha del estreno y difundió otro cartel. También se lanzaron dos avances.El 23 de octubre se presentó la producción con un pase previo y una conferencia de prensa en el centro comercial CGV I'Park, ubicado en Yongsan-gu, Seúl. Asistieron el director Chung Ji-young y los actores Sol Kyung-gu, Jin Kyung, Heo Seong-tae, Yoo Jun-sang y Yeom Hye-ran.

## Estreno y taquilla
The Boys se presentó el 6 de octubre de 2022 en el 27.º Festival Internacional de Cine de Busan, en la sección Korean Cinema Today - Special Premiere.Después tomó parte de otros festivales: en febrero de 2023 se proyectó en el 52.º Festival Internacional de Cine de Róterdam, en la sección Limelight; el 18 de octubre del mismo año inauguró el Festival de Cine de Asia Oriental de Londres (LEAFF), que se cerró con otro filme surcoreano, Concrete Utopia.
El estreno en sala se produjo el 1 de noviembre de 2023, en 1042 pantallas. Comenzó su andadura comercial en segunda posición con 38 869 espectadores, por detrás del largometraje de animación El chico y la garza de Hayao Miyazaki. Al 11 de diciembre había alcanzado los 471 364 espectadores, con una recaudación del equivalente a 3 383 735 dólares, y se encontraba en la decimonovena posición por este concepto entre las películas surcoreanas estrenadas en 2023.
Por otra parte, desde el 27 de noviembre The Boys resultó disponible para su compra en algunas plataformas de contenidos audiovisuales surcoreanas, como TVING, Google Play, Apple TV y Naver Series On.

## Crítica
Woo Jae-yeon (Yonhap News) resalta la «rotunda interpretación» de Sol Kyung-gu, y cómo el director combina hábilmente realidad y ficción para transmitir de modo más efectivo su mensaje: que al final la justicia siempre prevalece sobre el mal, aunque tiene un costo. Según Chung Ji-young, «la gente poderosa se mete con los débiles cuando la mayoría de la gente, que se ve a sí misma del lado de los débiles, opta por permanecer en silencio». Señala Woo por último que los continuos saltos temporales entre la época de los hechos (1999-2000) y el juicio de revisión (2016) puede resultar confuso para algunos espectadores.
Kim Da-sol (The Korea Herald) escribe que las actuaciones no solo de Sol Kyung-gu, sino también de Yeom Hye-ran y Kim Don-young son «impresionantes», mientras que encuentra exagerada la de Yoo Jun-sang, más propia de un escenario de musical que de un plató cinematográfico, y «antinatural y poco convincente» la de Heo Sung-tae. Escribe Kim: «sin embargo, la conclusión y el tema de la película son impresionantes y resuenan profundamente en la audiencia [...] "La justicia triunfa" es lo que la película quiere contarle al mundo».